# ليو لان
ليو لان (بالإنجليزية: Lew Lane)‏ هو مدير فني أمريكي، ولد في 17 أكتوبر 1899 في سانت ماريز في الولايات المتحدة، وتوفي في 24 ديسمبر 1980.